# HiSilicon
HiSilicon Technology Co., Ltd (chinois : 海思半导体有限公司 ; pinyin : Hǎisī bàndǎotǐ yǒuxiàn gōngsī ou plus simplement  海思, Hǎisī), est une entreprise de semi-conducteurs chinoise de Shenzhen, filiale de l'entreprise de produits de télécommunication Huawei, fondée en 2004 à partir de l'ancienne division de production d'ASIC de la société, créée en 1991. Elle s'est lancée la même année dans le développement de technologies de processeurs RISC, sous licence de la firme britannique ARM.
La société est basée à Shenzhen, et a également des filiales à Pékin, Shanghai, dans la Silicon Valley (aux États-Unis d'Amérique) et en Suède.
Ils conçoivent et produisent notamment en coopération avec Huawei, des SoC d'architecture ARM, tel que le K3V2.

## Licenses ARMv8 - 64 bits
Le 30 octobre 2012, ARM annonce qu'HiSilicon a signé des accords de licence sur sa nouvelle génération de processeurs 64 bits, la série nommée ARM Cortex-A50 . Le premier modèle est le Kirin 950, sorti en novembre 2015.
En avril 2015, ARM annonce qu'HiSilicon, Rockchip et MediaTek ont acheté les droits de développement des IP de l'ARM Cortex-A72.

## Hi35xx - Processeurs pour camera IP
Hisilicon produit également des microprocesseurs utilisés dans des caméras IP. La série Hi35xx est basée également sur une architecture ARM de la génération ARM926EJ-S.
Cette série a fait l'actualité de la sécurité, lorsqu'une faille y est détectée, permettant de se connecter à distance en contournant l'authentification de celle-ci,.
Parmi les caméras utilisant ce processeur, on peut citer :
- Agasio : A522W, A622W
- Astak Mole
- DBPower : H.264 HD MEGAPIXEL IPCAM
- Dericam : H501W
- DSN-Q10
- EasyN : HS-691
- EasySE : H2
- Foscam : FI9820W, FI9802W, FI8608W, FI8601W FI8602W, FI8620, FI8609W, FI8919WZ
- NVH-589MW
- Suneyes : SP-HS05W, SP-HS02W
- Wansview : NCH-536MW, NCH536MW, NCH-532MW, NCH532MW, NCH-531MW, NCH531MW

## K3

### K3V1
Le K3V1 (Hi3611), sorti en 2009 existe en 3 fréquences, 360, 480 et 800 MHz. Il est gravé en 130 nm et équipé d'un ARM926EJ-S.

### K3V2
Le K3V2 (Hi3620) est un SoC fondu par TSMC, sorti en 2012, comprenant notamment 4 cœurs ARM Cortex A9, 16 cœurs GPU, un bus de 64 bits, et contient un mécanisme nommé A.I.PS (pour Artificial Intelligence Power Scaling, signifiant en anglais ; échelonnage de puissance par intelligence artificielle), capable de gérer le nombre de cœurs fonctionnant et l'état des CPU et GPU automatiquement et de façon matérielle, alors que cela était fait jusqu'à présent à l'aide du noyau du système.
HiSilicon a signé des accords de licence pour utiliser les technologies de processeurs graphiques de trois des principales sociétés d'ingénierie spécialisées dans les GPU pour ARM : ARM elle-même pour ses Mali 400 et 600 et Imagination Technologies pour ses PowerVR en mai 2012 et Vivante auparavant,.
Le K3V2 est finalement composé d'un GPU 16 cœurs de Vivante.
HiSilicon déclare lors du salon de MWC de Barcelone en février 2012 utiliser une société des États-Unis pour l'ingénierie du chip graphique (il devrait s'agir de Vivante puisque les contrats de licence n'ont été signés qu'en mai avec IR et ARM). TSMC qui fondra l'ensemble du processeur est au moment du salon en technologie CMOS de 40 nm mais devrait être en largeur de grille de 28 nm dans le courant 2012.
Le k3V2 est épaulé par le balong 710 spécialisé dans les communications réseaux
Le K3V2 est notamment utilisé dans des produits phares de Huawei en 2012 :
- Le mobile multifonction Huawei Ascend D Quad XL (U9510)[13].
- La tablette Huawei MediaPad 10 FHD[14].
- Le mobile multifonction Huawei Ascend D2
- La phablette 6,1 pouces Huawei Ascend Mate, c'est la plus grande phablette du marché au moment de sa sortie.

### K3V3 ou Kirin 910
Le K3V3 est gravé en 28 nm et est toujours basé sur l'architecture ARM. Il est composé de quatre cœurs à 1,8 GHz en architecture big.LITTLE ; 2 Cortex-A15 et 2 Cortex-A7. Le GPU est quant à lui un Mali-T658. Sa sortie était prévue pour la seconde moitié de 2013. Il a finalement été renommé Kirin 910 et contient un GPU Mali-450MP5 (5 cœurs)
Il était initialement destiné à être utilisé dans l'Ascend D2 et la phablette 6,1 pouces Ascend Mate de Huawei, mais c'est finalement le K3V2 qui a été utilisé dans ces deux appareils.

### Kirin 920
Le Kirin 920 est présenté en mars 2014. Il s'agit d'un SoC octo-core utilisant une architecture de type big.LITTLE, composé de 4 cœurs Cortex-A7 et 4 cœurs Cortex-A15. Le processeur graphique est un Mali-628 MP4 (4 cœurs). La connectivité supportée est la 4G LTE. Ce SoC devait équiper le Huawei Ascend D3 en septembre 2014.

### Kirin 950
Premier processeur 64 bits de la série, le Kirin 950 utilise pour processeur une architecture big.LITTLE et comporte 4 ARM Cortex-A72 à 2,3 GHz et 4 ARM Cortex-A53 à 1,8 GHz. Il comporte également un processeur graphique Mali-T880 MP4 à 900 MHz, un hub de senseurs et supporte la vidéo 4K. Le processeur équipe le smartphone Huawei Mate 8 sorti en novembre 2015.

### Kirin 960
Le Kirin 960 comporte 4 ARM Cortex-A73 à 2,4 GHz (version améliorée du Cortex-A72), 4 ARM Cortex-A53 à 1,8 GHz, supporte la mémoire LPPDR4-1800 et comporte un GPU ARM Mali-G71) MP8 à 900Mhz, un bus ARM CCI-550 et supporte les cartes mémoires UFS 2.1. Au niveau vidéo, il peut encoder et décoder du HEVC et H.264 en 2160p30 ainsi que décoder du HEVC en 2160p60.

### Kirin 970
Le Kirin 970 est un SoC mobile ARM LTE haute performance octo-core 64 bits introduit par HiSilicon à la mi-2017 lors de l'IFA 2017. Cette puce, qui est gravée en 10 nm, comprend quatre cœurs ARM Cortex-A73 fonctionnant jusqu'à 2,36 GHz ainsi que quatre cœurs ARM Cortex-A53 fonctionnant jusqu'à 1,8 GHz. Le 970 intègre le GPU ARM Mali G72 MP12 (12 cœurs) ARM fonctionnant à 850 MHz et supporte jusqu'à 8 Go de mémoire LPDDR4X-3732 à quatre canaux. Le Kirin 970 est le premier à être équipé d'un NPU, un cœur uniquement destiné à l'intelligence artificielle.

### Kirin 980
Le Kirin 980 est un SoC sorti à l'automne 2018, utilisant la technologie FinFET 7 nm, son processeur utilise l'architecture ARMv8.2-A, et comporte 2 cœurs Cortex-A76 pouvant monter jusqu'à 2,6 GHz, 2 cœurs ARM Cortex-A76 à 1,92 GHz et 4 cœurs ARM Cortex-A55 à 1,8 GHz. La technologie DynamIQ l'aide à gérer cette grappe de processeurs. Il comporte un GPU Mali-G76 MP16 (16 cœurs) à 720 MHz. Le SoC supporte la RAM de type LPDDR4X-2133. Il équipe différents téléphones Huawei et quelques téléphones Honor.

### Kirin 9000
Le kirin 9000, sorti à l'automne 2020, est le deuxième processeur mobile du monde (après la puce A14 d'Apple) à être gravée en technologie 5 nm.

## Phosphor, à destination des serveurs
HiSilicon présente en février 2015, au salon Linaro Connect Hong Kong 2015 une carte mère pour serveurs équipée d'un SoC Hisilicon Phosphor V660 Hip05, comprenant 16 à 32 cœurs ARM Cortex-A57 à une fréquence pouvant aller jusqu'à 2,1 GHz et comportant 1 Mo de cache/cluster niveau 2 et 32 Mo de cache niveau 3. La carte est compatible avec les distributions Linux, Ubuntu, Debian, OpenSUSE et Fedora.

### Gammes RISC-V

#### Embarqué - Hi35xx
En 2019, le président des États-Unis, Donald Trump menace de blocage les fournisseurs de Huawei, dont font partie des fondeurs tels que TSMC, et la société britannique ARM, qui fournissait jusqu'alors l'IP des cœurs utilisés dans les processeurs HiSilicon de Huawei. La société américaine Nvidia ayant tenté en 2021 de racheter au japonais SoftBank, les droits sur la société ARM, Huawei a dû trouver une solution de contournement et semble s'être tourné vers RISC-V. Les premiers kits de développements HiHope HiSpark Wifi IoT utilisent un microcontrôleur Hisilicon Hi3518, compatible avec ses nouvelles plateformes, Huawei LiteOS et HarmonyOS. Les compilateurs fournis avec sont des compilateurs GCC à destination de code d'architecture RISC-V 32 bits.